# To nejlepší, co můžeš udělat se svým životem
To nejlepší, co můžeš udělat se svým životem (v anglickém originále The Best Thing You Can Do With Your Life) je dokumentární film Zity Erffa (* 1986), německé režisérky thajského původu, popisující každodenní život v řádu Legionářů Kristových a cestu jejího bratra za vstupem do tohoto konzervativního římskokatolického řádu. 

## Děj
Sebereflexivní film pojednává o Lászlóovi, bratrovi režisérky, který se rozhodl v roce 2010 přestěhovat do Connecticutu, kde z vlastní vůle vstoupil do konzervativního římskokatolického řádu Legionářů Kristových. Tím zpřetrhal veškeré vazby nejen s okolním světem, ale také se svou rodinou. Pro Zitu to byla velká rána, jelikož si s bratrem od mala byla blízká. S rodinou mohl László komunikovat pouze jednou ročně, a to formou dopisu.
Zita byla na svého bratra naštvaná a zároveň zklamaná z jeho náhlého odchodu a velmi ji mrzelo zpřetrhané pouto. Během studia filmu v Mexiku přišla s nápadem točit o legionářích z řádu a jejich motivaci ke vstupu a současných pocitech z kláštera. Tahle otázka ji stále hlodala v hlavě a zjistila, že ji nezajímají kdejací legionáři, nýbrž její bratr. Napsala mu tedy e-mail s prosbou o natočení filmu a po osmi letech se konečně znovu setkala se svým bratrem. Teď ovšem za zdmi kláštera. Ve filmu odhaluje bratrovi pravé důvody rozhodnutí o vstoupení do řádu. Autorka mimo jiné tímhle střetem dvou lidí z různých, sobě neznámých, světů také poukazuje na rozdíl mezi dvěma lidmi s naprosto odlišnou mentalitou. Dokument neprozrazuje žádná temná zákoutí řádu, nýbrž poukazuje empatické studie víry a spojení s rodinou. Ve filmu jde o pochopení, ne o kritiku.
Film byl natáčen po dobu jednoho týdne nepřetržitého pobytu v klášteře. Záběry se skládají z introspektivního a hlavně velmi osobního bádání režisérky, která šla po stopě motivací a příčin, jež vedly jejího bratra pro vstup do takhle vyhraněné církve. Zita Erffa zahrnula do filmu fotky z rodinných alb, lidské, dojemné rozhovory s Mexičany, příslušníky řádu a především svého bratra. Snímky zabírají také detailní popisy prostor a okolí, ve kterém se odehrává běžný život bratrů.

### Řád Legionářů Kristových
Tento řád je podobného principu jako Opus Dei. Vznik v 40. letech 19. stol. v Mexiku, zakladatelem byl Marcial Maciel. Marcialu Macielovi bylo prokázáno sexuální zneužívání seminaristů a dětí. Údajný počet obětí se udává kolem 60 nezletilých.
Církev dala Zitě svolení téměř okamžitě. Hlavním důvodem jejího vpuštění bylo očištění od předešlého skandálu. Film mohl lidem ukázat, že nejsou tak hrůzostrašná a nebezpečná sekta jak to vyobrazily činy jejich zakladatele.

## Režisérka
Zita Erffa, narozená roku 1986 v Bangkoku v Thajsku, už od mládí studovala v zahraničí. Základní školu vychodila v Indonésii, poté ji cesta zavedla do Vídně a následně do Mnichova. Po mnoha načatých studiích nakonec Zita Erffa studovala  v letech 2010–2018 filmovou univerzitu v Mnichově. Tam také dokončila filmový titul. Během studia zatoužila studovat také jinde v zahraničí a bylo jí nabídnuto místo na mexické škole filmu, které přijala. Během ročního pobytu natočila svůj první film The Best Thing You Can Do With Your Life.

## Filmové festivaly
Film byl poprvé uveden na 68. Berlínském mezinárodním festivalu. Téhož roku se účastnil soutěže na 53. Mezinárodním filmovém festivalu Karlovy Vary. V roce 2019 byl také na programu švédského festivalu.